# Břehyňský potok

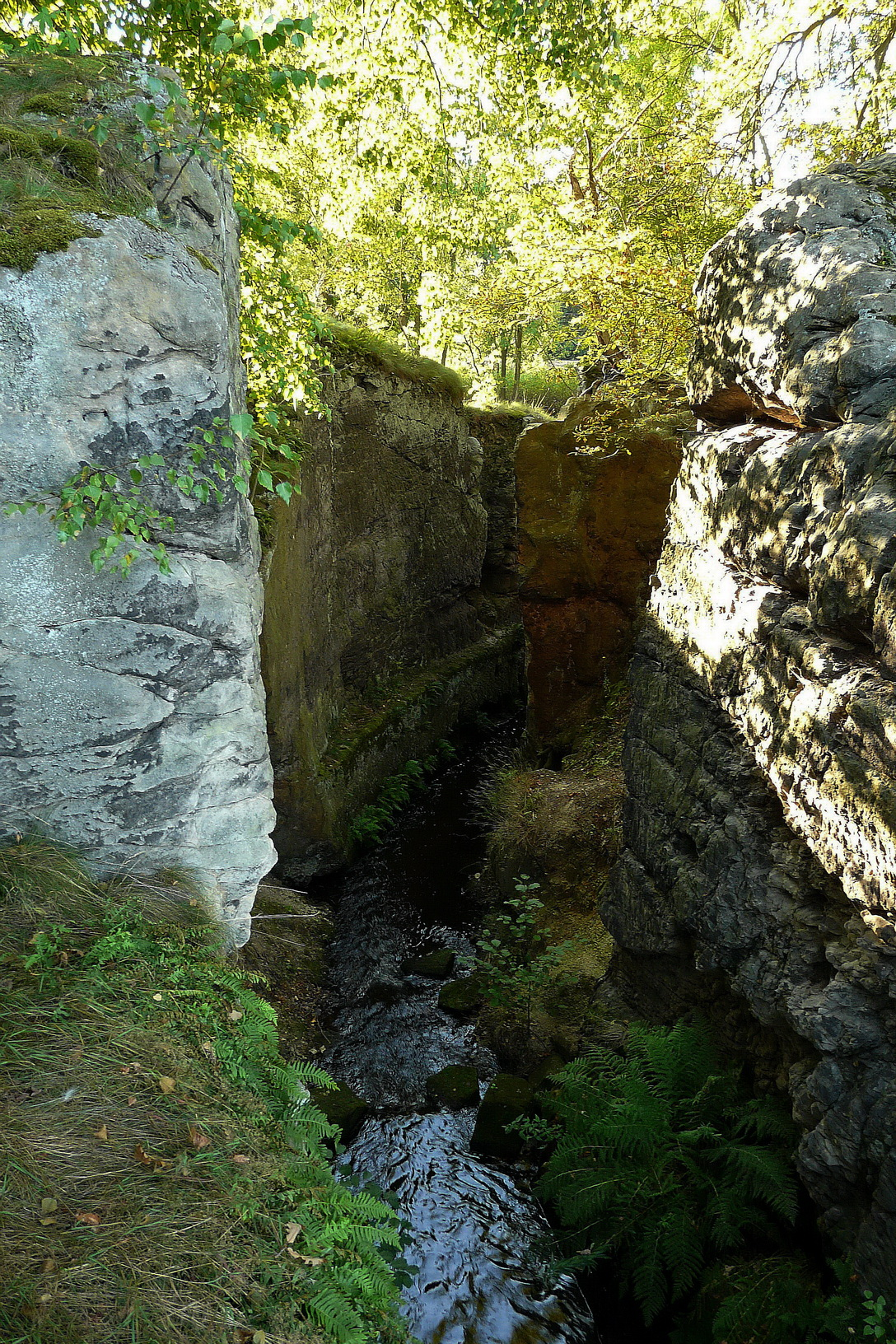
Heidemühler Schlucken

Der Břehyňský potok (deutsch Mühlbach) ist ein rechter Zufluss des Robečský potok in Tschechien.

## Verlauf
Der Břehyňský potok entspringt südöstlich der Wüstung Strážov auf dem Gebiet der Stadt Ralsko im Kummergebirge; seine Quelle liegt nordöstlich des Zlatý vrch (324 m) im Moor Černý močál. Der Bach fließt zunächst am Fuße des Dubová hora (Eichelberg, 321 m) in nordwestlicher Richtung durch den Grund Chmelný důl und ändert seine Richtung am Bílý kámen (Weißenstein, 317 m) nach Westen. Am Fuße des Mlýnský vrch (Mühlberg, 389 m) wird der Bach bei Břehyně im Teich Břehyňský rybník (Heideteich) gestaut. Der Wasserablauf erfolgt über einen durch den Sandsteinuntergrund geschlagenen Schlucken (Břehyňská průrva). Der stark mäandrierende Unterlauf des Břehyňský potok führt nordöstlich von Doksy vorbei an der Einschicht Kuhbrücke durch Auwald zum Máchovo jezero. Nach neun Kilometern mündet der Břehyňský potok nördlich des Bílý kámen (308 m) in der Bucht Břehyňská zátoka in den Máchovo jezero und damit in den Robečský potok.
Der Břehyňský potok fließt auf seinem gesamten Lauf mit geringem Gefälle durch Feuchtgebiete unterhalb von Sandsteinfelsen. Der Mittellauf und der größte Teil seines Oberlaufes sind Teil des Nationalen Naturreservats NPR Břehyně-Pecopala. Das Mündungsgebiet des Břehyňský potok in den Máchovo jezero ist als Nationales Naturdenkmal NPP Swamp geschützt.
Gelegentlich wird der Břehyňský potok als der Oberlauf des Robečský potok angesehen, wobei als Quelle der Ursprung der Bělokamenná strouha in Sumpfgebiet Pustý rybník (Wüster Teich) nördlich des Bílý kámen (317 m) angegeben ist. Andere Quellen sehen den Dokský potok und Břehyňský potok als gleichwertige Quellbäche an, die sich im Máchovo jezero zum Robečský potok vereinigen, der demzufolge nur eine Länge von 15,8 km hätte.

## Geschichte
Nach einigen Quellen soll der Heideteich bereits im Jahre 1287 angelegt worden sein. Wahrscheinlich entstand der Teich jedoch irgendwann zwischen 1366 und 1460. In einem Privileg Georg von Podiebrads für die Stadt Hirschberg aus dem Jahre 1460 wurde der am Bach Rohlevka gelegene Teich erstmals schriftlich erwähnt. In den Hirschberger Stadtbüchern von 1620 bis 1639 findet sich der Name Rolívka. Bis 1739 war der Bach auch auf deutschsprachigen Karten mit Roliwka bezeichnet. Danach setzte sich der Name Mühlbach/ Mlýnský potok durch. Der heutige Name Břehyňský potok bildete sich in den 1920er Jahren im Zuge der Entstehung des tschechischen Ortsnamens Břehyně für Heidemühl.

## Zuflüsse
- Bělokamenná strouha (r), am Bílý kámen (317 m)
- Jordán (l), bei Doksy

## Teiche
- Břehyňský rybník, bei Břehyně